# Mustafa Abdi
Mustafa Abdi (Doha, 2 gennaio 1984) è un calciatore qatariota, difensore dell'Al-Gharafa.

## Carriera

### Club
Ha sempre giocato nel campionato qatariota.

### Nazionale
Con la maglia della Nazionale ha preso parte a 23 incontri, venendo anche convocato per la Coppa d'Asia 2007.